# Gökhan Karadeniz
Gökhan Karadeniz (* 2. Mai 1990 in Karacabey) ist ein türkischer Fußballspieler.

## Karriere

### Verein
Karadeniz begann mit dem Vereinsfußball in der Nachwuchsabteilung seines Heimatvereins Karacabeyspor. Anschließend wechselte er zum Amateurklub Gemlikspor. Hier fiel er den Verantwortlichen vom Viertligisten Hatayspor auf. 2010 wechselte er schließlich zu diesem Verein.
Nach einer Saison für Hatayspor, in der er in neun Ligaspielen ein Tor erzielt hatte, wechselte er im Sommer 2011 zu Bursa Nilüferspor. Hier gelang ihm in seiner ersten Saison der Durchbruch. So erzielte er in seiner ersten Saison in 35 Ligaspielen 25 Tore. In der nächsten Saison setzte er diese Leistung fort. Zur Rückrunde wurde er an den Ligarivalen Aydınspor 1923 ausgeliehen. Mit diesem Klub feierte er die Meisterschaft der TFF 3. Lig und damit den Aufstieg in die TFF 2. Lig.
Zum Sommer 2013 wechselte Karadeniz zum Drittligisten Altınordu Izmir. Bei diesem Klub gelang es ihm, sich auf Anhieb durchzusetzen. So führte er die Torschützenliste zusammen mit elf Toren gemeinsam mit Timur Kosovalı an. Zwei Tage vor Saisonende erreichte er mit Altınordu die Drittligameisterschaft und damit den Aufstieg in die TFF 1. Lig. Karadeniz hatte an diesem Erfolg mit 27 Ligatore erheblichen Anteil und wurde selbst Torschützenkönig der Drittligasaison 2013/14. Der türkische Fußballverband hatte Karadeniz erst 26 Ligatore diese Spielzeit anerkannt. Nachdem Altınordu den Verband um eine weitere Tordurchsicht gebeten hatte, wurde Karadeniz' ein weiterer Treffer, der zuvor seinem Teamkollegen Timur Temeltaş zugeschrieben, zugeschrieben. So stieg Karadeniz' Toranzahl auf 27. Dadurch wurde er in der Spielzeit 2013/14 der Torjäger mit den meisten Toren aller vier türkischer Profiligen.
Durch diese Leistung empfahl er sich den Erstligaklubs und wechselte im Sommer 2014 zu Trabzonspor. Nachdem er hier das vorsaisonale Vorbereitungscamp absolviert hatte, wurde er in den letzten Tagen der Sommertransferperiode 2014 an den Zweitligisten Antalyaspor ausgeliehen. Mit diesem Klub beendete er die Zweitligasaison 2014/15 als Play-off-Sieger und damit als letzter Aufsteiger.
Zur Saison 2015/16 wurde er von Trabzonspor an den neuen Zweitligisten Göztepe Izmir abgegeben. Für die Rückrunde der Saison 2016/17 wurde er an den Ligarivalen Bandırmaspor ausgeliehen. Im Sommer 2017 wechselte er zum Zweitligaaufsteiger Büyükşehir Belediye Erzurumspor. Im August 2018 wechselte Karadeniz erneut zum Zweitligisten Hatayspor. Dort absolvierte er in dreieinhalb Spielzeiten 73 Ligaspiele und traf dabei 13 Mal. Anschließend nahm ihn in der Winterpause der Saison 2020/21 Samsunspor unter Vertrag, doch schon Ende des Jahres ging er weiter zum Ligarivalen Boluspor in die TFF 1. Lig. 

### Nationalmannschaft
Karadeniz wurde am 5. März 2014 in den Kader der zweiten Auswahl der türkischen Nationalmannschaft, der türkischen A-2-Nationalmannschaft nominiert. In der Begegnung der International Challenge Trophy gegen die slowakische A-2-Nationalmannschaft gab Karadeniz beim 4:4-Unentschieden sein Debüt.

## Erfolge
Mit Aydınspor 1923
- Meister der TFF 3. Lig und TFF 2. Lig: 2012/13

Mit Altınordu Izmir
- Meister der TFF 2. Lig und Aufstieg in die TFF 1. Lig: 2013/14

Mit Antalyaspor
- Play-off-Sieger der TFF 1. Lig und Aufstieg in die Süper Lig: 2014/15

Mit Büyükşehir Belediye Erzurumspor
- Play-off-Sieger der TFF 1. Lig und Aufstieg in die Süper Lig: 2017/18

## Auszeichnungen
- Torschützenkönig der TFF 2. Lig: 2013/14